# Сабурово (станция)
Сабурово — железнодорожная станция на линии Мичуринск — Тамбов Мичуринского региона Юго-Восточной железной дороги.
Располагается в селе Сабуро-Покровское (сельское поселение Сабуро-Покровский сельсовет Никифоровского района Тамбовской области).
Имеются две пассажирские платформы.
Станция не электрифицирована. Движение поездов осуществляется на тепловой тяге.
Расстояние до ст. Москва — 448 км. Расстояние до ст. Тамбов — 30 км. Расстояние до ст. Мичуринск — 45 км. Расстояние до ст. Никифоровка — 20 км.
Осуществляется погрузка и разгрузка продукции с ООО «Сабуровский Комбинат Хлебопродуктов».

## История
Сабурово — станция на 412 версте от Москвы, в Козловском уезде. Станция при селе Покровское-Сабурово, имеющем до 1800 человек. Здесь имение археолога А. А. Сабурова. В этом имении в полутора верстах от станции, находится паровая мельница, производительностью до 365 вагонов в год. При самой станции, за границей отчуждения, кирпичный хлебный амбар, вместимостью до 70 вагонов, Б. Н. Андреева, имение которого, в 800 десятин, расположено в полуверсте от станции.
В селе Покровском-Сабурове организовалась скупка хлебов и открыт еженедельный базар по средам. Вблизи станции — большое озеро до 2 верст в длину и 300 саженей в ширину, из которого ежегодно вылавливается до 300 пудов мелкой рыбы, сбываемой в Тамбов.
K озеру прилегает обширный плодовый сад П. А. Сабурова, занимающий 75 десятин с плодовым питомником. В этом саду и в имении Б. Н. Андреева сохранились старинные барские дома времен Екатерины Великой.
Грузооборот станции Сабурово достиг в 1911 году 1 миллион пудов, из которых приходится на отправление 838 тысячи пудов и на прибытие 64 тысячи пудов. В отправлении преобладал хлеб и картофель, в прибытии лесной материал. Пассажиров отправлено свыше 15 тысяч человек.
В двух верстах от станции — село Kриуша, с населением до 3000 человек; часть жителей этого села занимается отхожим промыслом по земляным работам, другая часть — сельским хозяйством.

В семи верстах от станции, при деревне Каменка, большой конский завод А. С. Жихарева, с двумястами голов лошадей, из которых до 70 голов рысистых, отправляемых на бега в Москву, Санкт Петербург, Саратов и другие города— из книги «Рязанско-Уральская железная дорога и ее район»
.
6 декабря (старого стиля) 1914 года Сабурово посетил проездом Николай II, к визиту которого построили специальную платформу: «Поехали на Козлов. Ночь простояли на ст. Сабурово. Получил массу телеграмм и столько же пакетов бумаг» (из дневника Николая II, 6 декабря 1914 г.).

## Пригородное сообщение
Имеется ежедневное пригородное сообщение — рельсовые автобусы по маршруту Тамбов — Мичуринск, Мичуринск — Тамбов, Сабурово — Тамбов, Тамбов — Сабурово, Тамбов — Никифоровка, Обловка — Сабурово

## Поезда дальнего следования 2019/2020 г.г
| 47 с 09.12.19г.   | Балаково — Москва |
| 343 до 09.12.19г. | Балашов — Москва  |